# Політія
Політія (політея, грец. πολιτεία)  — давньогрецьке слово і поняття.

## В англійській мові
В англійській мові існує три досить різні значення терміна «політика»: як форма (polity), як зміст (policy) та як діяльність (politics). Щодо першого значення (polity), то мова може йти "держава (держави) — політія (політії), «європейська політія» тощо для характеристики певних політичних спільнот.
Поняття policy та politics використовуються для характеристики різних аспектів політики. В слов'янських мовах, в тому числі і українській, зазначені поняття передаються одним і тим же словом «політика».
Див.також: Мовна картина світу, Політика, Переклад

## У Стародавній Греції
- Політія — «організація суспільства в самостійній одиниці розселення (полісі); поселення із власним устроєм». Саме тому політику часто визнають як «мистецтво управління людьми».

Поняття «політія» веде свої витоки зі Стародавньої Греції.
В Стародавній Греції поліси були розрізненими самостійними одиницями розселення. Час, у який жив Платон, — це період боротьби за гегемонію та втрати незалежності розрізнених грецьких полісів («міст»-держав). Пелопоннеська війна почалася за чотири роки до народження Платона і закінчилася взяттям Афін військом Спарти в 404 р. до н. е.. Був знищений демократичний лад і створена «рада тридцяти», до складу якої увійшли представники олігархії.
В греків існували вірування, що рід людський був зроблений з каменю. Наприклад, Девкаліон і Пірра, які пережили потоп, вирушили мандрувати пішки по землі, кидаючи за собою камені. Камені, кинуті рукою Девкаліона, перетворювалися на чоловіків, а з каменів, які кидала Пірра — жінки. Земля була населена новим родом людей, міцних, як камінь, що не відступали перед тяжкою працею. До речі, Девкаліон і Пірра не обмежулися цим чудовим способом заселення своєї країни: незважаючи на їх похилий вік, у них народилося кілька дітей (з яких найвидатнішим був Еллен — родоначальник греків, звідси і походить назва «елліни»). Рід людський був утворений як від каміння, так і від богів. Тому кожна одиниця розселення (поліс) мала свого бога. Саме тому, людей називали автохтонами — «людьми, що живуть тут з початку роду людського».
Саме тому, боги, про які йде мова в міфах і повір'ях, згодом вважалися предками царюючих родин. Міфи і повір'я складали основу релігії. Релігія в Римській імперії була справою державною, а не приватною; виникали імператорські культи. Саме тому, у чергу regimen є похідним від латинського regere — направляти, керувати. Початкове значення цього слова було релігійним, особливо у висловлюванні regere fines — провести кордон по прямій лінії, відокремивши в такий спосіб внутрішнє від зовнішнього, священне від світського, національну територію від закордонної.

## У політичній теорії Арістотеля
У політичній теорії Аристотеля політія — це спосіб правління. Пізніше дане поняття почало використовуватися у значенні політичного устрою держави та суспільства.
У часи Середньовіччя концепт політії вживався як синонім для позначення політичної системи, як узагальнююча характеристика політичної цілісності кожного конкретного суспільства. «Суспільство (civitas) є множиною громадян (multitudo civium), які його населяють, порядок (ordo) котрого називається політією (politia)», — писав один з найавторитетніших схоластів У. Оккам.
Оксфордський богослов завдяки дослідженню поняття «політія», структуризує один з перших в історії політичної думки власне політичне, поділяючи його на часткові (такі, що виключають будь-яку частину множини громадян), неповні (ті, що використовують тільки окремі привілейовані центри влади), всезагальні та повні (тобто республіки) форми владарювання.
У сучасній політичній науці поняття «політія» використовується вкрай нечасто, проте воно є дуже важливим для розуміння соціальної сутності політики. За словами авторитетного російського науковця М. Ільїна, поняття «політія» надає можливість виразити докорінно сутність політичної системи, всебічно охарактеризувати феномен політики. Як вважає російський дослідник, через використання концепту «політія» є можливою концептуалізація статуарно-державної організації будь-якого суспільства, яка являє собою інституційну сутність політики. Саме широке тлумачення категорії політії дало поштовх до становлення і поширення сучасного розуміння іншого ключового поняття політики — республіки.
Тривалий час поняття «політія» та «республіка» об'єднували і державу, і суспільство, і владу, і громадян, і власне політику в цілому. Тільки у Новий час почалося виокремлення трьох самостійних царин політичного життя — політики, держави, громадянського суспільства.
Найпоширеніше тлумачення категорії політії дало поштовх до становлення і поширення сучасного розуміння іншого ключового поняття політики — республіки. Поняття «республіка» з часів Стародавнього Риму віддзеркалює ідею політичної системи як прикладного аспекту функціонування політики, роблячи його більш вживаним та акцентуючи наголос на політичній самоорганізації суспільства — латинське «res publica» означає суспільну справу.

### Античний поліс та концепт Арістотеля
Політія — форма державного правління, найправильніша форма держави за Аристотелем. В умовах політії більшість керує в інтересах загального блага. Політія, за Арістотелем, є своєрідним поєднанням олігархії і демократії, їхніх найкращих сторін, будучи вільною від недоліків і крайнощів двох останніх. Аристотель вважає політію найнадійнішою формою державного правління, оскільки «вважається, що при такому устрою здійснюється засада рівноправності».
По суті, арістотелівська політія означає не тільки особливу форму держави; вона, одночасно, є теоретичною конструкцією політичної форми влади взагалі. У цьому аспекті вона служить своєрідним еталоном для реально існуючих державних форм і критерієм для визначення рівня їхньої політичності або неполітичності, відхилення від норм політичної справедливості.
В грецьких полісах-державах, не всі мешканці могли перебувати в статусі «громадянина» (жінки, раби та діти не були громадянами існуючого античного полісу). Ці категорії мешканців, відповідно, не мали вагомого слова в громадсько-публічній сфері й не брали участі в політичному житті полісу, адже «приватне, на противагу тому, що було громадським або спільним, задовольнялось куди нижчим статусом у грецькому житті». А саме громадяни, маючи доступ до громадських справ і беручи участь у творенні законів, реалізовували свою свободу. Аристотель у праці «Політика» наголошує, що «громадянином у загальному розумінні є той, хто бере участь в управлінні й чинить послух».
Аристотелівська політія — не вигадана ідеальна держава Платона, а своєрідний взірець для критики державних форм, що реально існують, критерій для окреслення рівня політичної активності та свободи громадян.
У суспільно-політичному вченні Аристотеля поліс є уособленням свободи для вільних та рівних громадян. Громадяни брали активну участь у політичному житті полісу, обговорювали та спільно створювали закони. Для мовної практики полісного життя було характерно те, що обговорення та переконання відбувалося засобами мови, силою слова, а не насильством.
Ще однією причиною суспільних обурень буває нерівність. Аристотель розрізняє рівність двояко: з погляду кількості та якості. Рівність за кількістю — однаковість у кількості, а рівність за якістю передбачає розподіл за гідністю. Рівність за якістю або за гідністю філософ вважає абсолютно справедливою й зазначає, що в жодній державі неможливо запровадити рівність усіх людей у всьому: «жодна з форм державного устрою, що спирається на такі засади цілковитої рівності, не залишається стійкою». При демократії панує абсолютизація рівності, при олігархії — абсолютизація нерівності. Але все це призводить до зміни форм держави через порушення справедливості. Найкращою з-поміж усіх форм є політія, а з-поміж форм, що відхиляються — демократія.
Право, за Арістотелем, є нормою політичного спілкування людей. «Поняття справедливості пов'язане з уявленням про державу, оскільки право, яке служить критерієм справедливості, є регулюючою нормою політичного спілкування», — підкреслював Арістотель у своїй праці «Політика».